# 3 Arietis
3 Arietis, eller VY Piscium, är en pulserande variabel av Delta Scuti-typ (DSCTC) i Vädurens stjärnbild. Trots sin Flamsteed-beteckning tillhör den inte Valfiskens stjärnbild. Den ligger på gränsen mellan stjärnbilderna och fick byta tillhörighet vid översynen av gränser mellan stjärnbilderna år 1930 och benämns efter bytet av stjärnbild ofta med sin HD-beteckning, HD 10845 eller variabeldesignation VY Piscium.
Stjärnan varierar mellan visuell magnitud +6,54 och 6,59 med en period av 0,2 dygn eller 5 timmar. 3 Arietis befinner sig på ett avstånd av ungefär 455 ljusår.